# Pardosa angusta
Pardosa angusta este o specie de păianjeni din genul Pardosa, familia Lycosidae, descrisă de Denis, 1956.
Este endemică în Morocco. Conform Catalogue of Life specia Pardosa angusta nu are subspecii cunoscute.